# Fredric Pettersson i Tjärsta
Flera personer med namnet, se Fredrik Pettersson
Fredric Pettersson (i riksdagen kallad Pettersson i Tjärsta), född 30 december 1837 i Björkviks socken, Södermanlands län, död 12 januari 1907 i Björkviks församling, var en svensk arrendator och riksdagspolitiker.
Fredric Pettersson var kronoarrendator till hemmanet Tjärsta i Björkviks socken. I riksdagen var han ledamot av andra kammaren 1885-1893 samt 1900-1905, den senare perioden invald i Jönåkers härads valkrets.